# Андрей Гланцманн
Андрей Гланцманн (рум. Andrei Glanzmann, 27 березня 1907, Пряшів, Австро-Угорщина — 23 березня 1988) — румунський футболіст, що грав на позиції нападника. По завершенні ігрової кар'єри — тренер.
Виступав, зокрема, за клуб «Орадя», а також національну збірну Румунії.

## Клубна кар'єра
У дорослому футболі дебютував 1929 року виступами за команду клубу «Орадя», в якій провів один сезон.
Протягом 1930 року захищав кольори команди «Ріпенсія».
1930 року повернувся до клубу «Орадя», за який відіграв 5 сезонів. Завершив професійну кар'єру футболіста виступами за команду «Орадя» у 1935 році.
9 жовтня 1932 року провів свій перший матч у сезоні першого професійного чемпіонату Румунії проти «Уніря Триколор» (7:3). У чемпіонаті футболіст відзначався рідко, хоча і грав на позиції нападника. Найбільшого успіху з командою він досяг в 1935 році, посівши друге місце в чемпіонаті, після чого і завершив свою ігрову кар'єру.

## Виступи за збірну
Був присутній в заявці збірної на чемпіонаті світу 1930 року в Уругваї, але на поле не виходив.
1931 року дебютував в офіційних матчах у складі національної збірної Румунії. Протягом кар'єри у національній команді, яка тривала 2 роки, провів у її формі 13 матчів, забивши 2 голи.

### Матчі в складі збірної
Кубок Балкан 1929—1931 (чемпіони)

1. (1). 10 травня 1931. Бухарест. Румунія — Болгарія 5:2
2. (2). 28 червня 1931. Загреб. Югославія — Румунія 2:4 (гол)
3. (7). 29 листопада 1931. Афіни. Греція — Румунія 2:4

Кубок Центральної Європи для аматорів 1931—1934 

1. (5). 20 вересня 1931. Орадя. Румунія — Чехословаччина 4:1 (гол)
2. (6). 4 жовтня 1931. Будапешт. Угорщина — Румунія 4:0
3. (8). 8 травня 1932. Бухарест. Румунія — Австрія 4:1

Кубок Балкан 1932

1. (10). 26 червня 1932. Белград. Болгарія — Румунія 2:0
2. (11). 28 червня 1932. Белград. Греція — Румунія 0:3
3. (12). 3 липня 1932. Белград. Югославія — Румунія 3:1

Товариські матчі

1. (3). 23 серпня 1931. Варшава. Польща 2:3 Румунія (замінено на 46 хв.)
2. (4). 26 серпня 1931. Каунас. Литва — Румунія 2:4
3. (9). 12 червня 1932. Бухарест. Румунія — Франція 6:3
4. (13). 2 жовтня 1932. Бухарест. Румунія — Польща 0:5

## Кар'єра тренера
Розпочав тренерську кар'єру, повернувшись до футболу після тривалої перерви, 1946 року, очоливши тренерський штаб клубу «Таргу Муреш». Досвід тренерської роботи обмежився цим клубом.
Помер 23 березня 1988 року на 82-му році життя.